# Freddie Kitchens
Charles Fredrick Kitchens Jr. (Gadsden, 29 novembre 1974) è un allenatore di football americano statunitense che svolge il ruolo di capo-allenatore dei Cleveland Browns della National Football League (NFL).

## Carriera

### Dallas Cowboys
Dopo avere giocato come quarterback al college, Kitchens fu assistente allenatore di diverse squadre nel college football prima di unirsi ai Dallas Cowboys come allenatore dei tight end nel 2006.

### Arizona Cardinals
Kitchens in seguito lavorò nello staff degli Arizona Cardinals per undici anni, dal 2007 al 2017. Allenò i tight end, i quarterback e i running back.

### Cleveland Browns
Nel 2018, Kitchens fu assunto come allenatore dei running back dei Cleveland Browns.
Il 29 ottobre 2018, dopo la settimana 8, i Browns licenziarono il capo-allenatore Hue Jackson e il coordinatore offensivo Todd Haley. Gregg Williams fu nominato capo-allenatore ad interim mentre Kitchens fu promosso a coordinatore offensivo. I Browns chiusero la stagione con un record parziale di 5-3, dopo una partenza con 2–5–1 sotto la direzione di Jackson. A Kitchens fu accreditato il miglioramento dell'attacco dei Browns e la stagione di successo da rookie di Baker Mayfield che giunse secondo nel premio di rookie offensivo dell'anno.
Il 12 gennaio 2019, Kitchens fu nominato capo-allenatore dei Cleveland Browns.